# Pierre François Xavier de Charlevoix

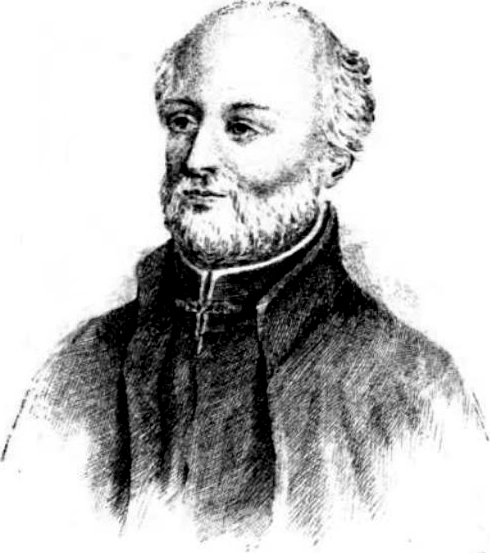
Pierre François Xavier de Charlevoix

Pierre François Xavier de Charlevoix (* 29. Oktober 1682 in Saint-Quentin; † 1. Februar 1761 in La Flèche) war ein französischer Jesuit, Reisender und Historiker. 

## Leben
Im Alter von 16 Jahren trat Charlevoix dem Jesuitenorden bei. Nachdem er in den Jahren 1701 bis 1704 am Collège Louis-le-Grand Philosophie studiert hatte, wurde er 1705 nach Neufrankreich entsandt, wo er in Québec vier Jahre lang Grammatik und Rhetorik unterrichtete. Anschließend kehrte er nach Frankreich zurück und studierte dort Theologie. Später lehrte er klassische Philologie und Philosophie.
1720 reiste Charlevoix im Auftrag des Regenten Philipp von Orléans erneut nach Neufrankreich. Seine Aufgabe war es, Erforschungen bezüglich strittiger Fragen zur Grenzziehung in Hinsicht auf den Frieden von Utrecht zu unternehmen und einen Weg zum Pazifik auszukundschaften. Auf seiner Reise zum Pazifik erreichte er über den Sankt-Lorenz-Strom die Großen Seen. Vom Ontariosee fuhr er über den Erie- und Huronsee zum Lake Michigan, wo er im Norden Michigans den Winter 1721/22 verbrachte und Kontakt zu den indianischen Völkern aufnahm. Heute sind dort die Stadt Charlevoix, das Charlevoix County und der Lake Charlevoix nach ihm benannt. Nachdem er weiter südwärts gereist war und weitere drei Monate vergeblich auf Unterstützung aus Paris gewartet hatte, änderte er seine Reiseroute und folgte dem Mississippi River flussabwärts bis zum Golf von Mexiko. Dort unternahm er weitere Erforschungen. Auf seiner Rückkehr über Saint-Domingue nach Québec erlitt Charlevoix Schiffbruch und kehrte im Dezember 1722 nach Frankreich zurück. 
Neben einer Reise nach Italien 1723 und seiner Tätigkeit im Jesuitenorden arbeitete Charlevoix von 1733 bis 1755 als Redakteur des Journal de Trévoux. Von 1742 bis 1749 war er zudem als Prokurator für die wirtschaftlichen Belange der Jesuitenmission in Neufrankreich zuständig. Weiterhin beschäftigte er sich mit der Geschichte und Geografie der außereuropäischen Welt und veröffentlichte dazu mehrere Werke.

## Ehrung
- Métro-Station Charlevoix in Montréal

## Werke
- Histoire de l’établissement, du progrès et de la décadence du Christianisme dans l’empire des Japons, Paris 1715
- Vie de la Mère Marie de l’Incarnation, institutrice et première supérieure des Ursulines de la Nouvelle-France, 1724
- Histoire de l’Isle Espagnole ou de Saint-Domingue, 1730
- Histoire et description générale du Japon, 1736
- Histoire et description générale de la Nouvelle France, Paris 1744 (Text auf der Seite der BnF)
- Histoire de Paraguay, 1756; deutsch 1831 (Digitalisat)